# Maritimosoma reductum
Maritimosoma reductum är en mångfotingart som först beskrevs av Shear 1990.  Maritimosoma reductum ingår i släktet Maritimosoma och familjen Diplomaragnidae. Inga underarter finns listade i Catalogue of Life.